# Kemi Badenoch
Olukemi Olufunto Adegoke Badenoch (/ˌkɛmi ˈbeɪdənɒk/ KEM-ee BAY-də-nok; Wimbledon, 2 de janeiro de 1980), é uma política britânica que, desde 2 de novembro de 2024, é a Líder da Oposição e Líder do Partido Conservador. Ela atuou anteriormente no Gabinete sob os primeiros-ministros Liz Truss e Rishi Sunak, de 2022 a 2024. Desde 2017, ela é Membro do Parlamento (MP) por North West Essex, anteriormente Saffron Walden.
Filha de imigrantes nigerianos de origem iorubá, ela estudou tecnologia e engenharia na universidade, chegando a trabalhar no setor de TI e como analista de sistemas. Em 2012, Badenoch disputou sem sucesso uma cadeira na Assembleia de Londres, mas foi nomeada Membro da Assembleia depois que Victoria Borwick renunciou ao se tornar parlamentar em 2015. Apoiante do Brexit no referendo de 2016, Badenoch foi eleita para a Câmara dos Comuns em 2017. Após Boris Johnson se tornar primeiro-ministro em julho de 2019, Badenoch foi nomeada Subsecretária Parlamentar de Estado para Crianças e Famílias. Na reformulação ministerial de fevereiro de 2020, foi nomeada Secretária do Tesouro e Subsecretária Parlamentar de Estado para Igualdade. Em setembro de 2021, foi promovida a Ministra de Estado para Igualdade e nomeada Ministra de Estado para Governo Local, Fé e Comunidades.
Em julho de 2022, Badenoch renunciou ao governo em protesto contra a liderança de Johnson; ela concorreu sem sucesso para substituí-lo na eleição de liderança do Partido Conservador de julho a setembro de 2022. Após Liz Truss se tornar primeira-ministra em setembro de 2022, Badenoch foi nomeada Secretária de Estado para Comércio Internacional e Presidente do Conselho de Comércio, sendo também empossada no Conselho Privado; ela foi reconduzida ao cargo de Secretária de Comércio pelo sucessor de Truss, Rishi Sunak, no mês seguinte, também assumindo o papel de Ministra para Mulheres e Igualdade.
Em uma reformulação do Gabinete em fevereiro de 2023, Badenoch assumiu a posição de Secretária de Estado para Negócios e Comércio, após a fusão do Departamento de Comércio Internacional com elementos do Departamento de Negócios, Energia e Estratégia Industrial. Badenoch manteve as responsabilidades como Ministra para Mulheres e Igualdade. Após a derrota dos Conservadores na eleição geral de 2024, Badenoch foi nomeada Secretária Sombra de Estado para Habitação, Comunidades e Governo Local no Gabinete Sombra de Sunak e posteriormente lançou sua candidatura para se tornar líder do Partido Conservador na eleição de liderança do Partido Conservador em 2024. Ela derrotou Robert Jenrick na votação dos membros, tornando-se Líder da Oposição e Líder do Partido Conservador.

## Infância e educação
Olukemi Olufunto "Kemi" Adegoke nasceu em 2 de janeiro de 1980 em Wimbledon, Londres . A sua mãe, Feyi, viajou da Nigéria para o Reino Unido para tratamento médico e deu à luz no Hospital Maternidade St. Teresa. Isto foi antes da Lei da Nacionalidade Britânica de 1981 ter abolido a cidadania automática por direito de nascimento para aqueles nascidos no Reino Unido; Feyi então retornou à Nigéria logo após o nascimento de Olukemi. Em entrevistas posteriores, Badenoch negou as alegações de que ela era uma "bebé âncora" e afirmou que a sua família não sabia que ela era de fato elegível para um passaporte britânico até que ela era adolescente.
O seu pai, Femi Adegoke, era um clínico geral que mais tarde fundou uma editora na Nigéria e se tornou um ativista pelos direitos do povo iorubá. A sua mãe, Feyi, era professora de fisiologia na Universidade de Lagos. Adegoke tem um irmão e uma irmã. De acordo com um perfil no The Times, Badenoch é prima em primeiro grau do ex-vice-presidente nigeriano Yemi Osinbajo .
Badenoch passou a infância a viver em Lagos, Nigéria, e nos Estados Unidos, onde a sua mãe dava aulas. Badenoch falou sobre ter tido um "crescimento muito difícil" na Nigéria. A sua família morava no bairro de classe média de Surulere e ela era aluna da Escola Internacional particular de Lagos. Badenoch descreveu a sua origem como "classe média", mas disse em 2018: "Ser classe média na Nigéria ainda significava não ter água canalizada ou eletricidade, às vezes levar a sua própria cadeira para a escola" e afirmou que a sua família passou por "períodos de pobreza" devido à inflação. Badenoch retornou ao Reino Unido aos 16 anos para viver com uma amiga da sua mãe devido à deterioração da situação política e económica na Nigéria, que afetou a sua família. Durante o seu discurso inaugural parlamentar, Badenoch declarou que era "para todos os efeitos, uma imigrante de primeira geração".
Badenoch estudou Biologia, Química e Matemática, no Phoenix College, uma faculdade de educação continuada em Morden, no sul de Londres. Ela obteve nota B em biologia, nota B em química e nota D em matemática, alegando que "ninguém na escola a pressionou a atingir o seu potencial", apesar de ser uma "aluna nota A" na Nigéria e que ter sido dececionada pelo sistema educacional britânico a levou a tornar-se conservadora . Consequentemente, perdeu sua vaga na Universidade de Warwick. Paralelamente, trabalhou numa filial do McDonald's, entre outros empregos. Durante este tempo, disse que "se tornou da classe trabalhadora". Badenoch estudou Engenharia de Sistemas de Computação na Universidade de Sussex, concluindo o grau de Mestre em Engenharia (MEng) em 2003. Estudou Direito na Birkbeck, Universidade de Londres, graduando-se como Bacharel em Direito (LL.B.) em 2009 e tornando-se Fellow da Birkbeck em 2018.

## Início de carreira
Badenoch trabalhou inicialmente no setor de tecnologia da informação, primeiro como engenheira de software na Logica (mais tarde CGI Group) de 2003 a 2006. Enquanto trabalhava lá, estudou Direito em meio período na Birkbeck, Universidade de Londres, graduando-se como Bacharel em Direito (LLB) em 2009. Badenoch trabalhou então como analista de sistemas no Royal Bank of Scotland Group, antes de seguir carreira em consultoria e serviços financeiros, trabalhando como diretora associado no banco privado e gestor de património Coutts de 2006 a 2013 e, posteriormente, como diretora digital do The Spectator de 2015 a 2016.

## Carreira política

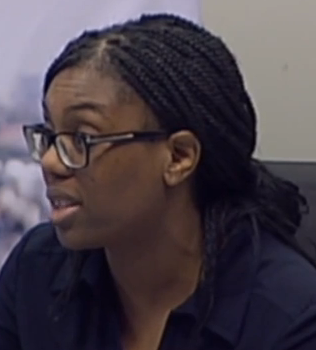
Badenoch em 2017 a falar no Comité de Energia da Assembleia de Londres

Badenoch ingressou no Partido Conservador em 2005, aos 25 anos. Nas eleições gerais de 2010, disputou o distrito eleitoral de Dulwich e West Norwood e ficou em terceiro lugar, atrás da deputada titular do Partido Trabalhista, Tessa Jowell, e do candidato liberal-democrata, Jonathan Mitchell.

### Assembleia de Londres
Em 2012, Badenoch concorreu pelos conservadores na eleição para a Assembleia de Londres, onde ficou em quinto lugar na lista de Londres; Badenoch não foi eleita porque os conservadores conquistaram apenas três mandatos.
Três anos mais tarde, nas eleições gerais de 2015, Victoria Borwick foi eleita para a Câmara dos Comuns e renunciou ao seu mandato na Assembleia de Londres . A quarta candidata colocada na lista, Suella Fernandes (Braverman), também foi eleita deputada, então Badenoch tornou-se a novo membro da Assembleia. Badenoch manteve o seu mandato na Assembleia na eleição de 2016, sendo sucedida em 2017 pela colega conservadora Susan Hall.
Badenoch apoiou o Brexit no referendo de 2016 sobre a adesão do Reino Unido à UE .
Em 2018, Badenoch admitiu que, uma década antes, como uma partida,  havia hackeado o site da vice-líder do Partido Trabalhista, Harriet Harman; Harman aceitou o pedido de desculpas de Badenoch, mas o assunto foi relatado ao Action Fraud, o centro de denúncias de crimes cibernéticos do Reino Unido.

## Carreira parlamentar

### Candidatura à liderança de 2022

Logotipo da candidatura à liderança de Badenoch

Após a renúncia de Johnson, Badenoch lançou uma candidatura para sucedê-lo como líder do Partido Conservador, afirmando que queria "dizer a verdade" e que defendia um "governo forte, mas limitado". Como candidata, considerou a meta de emissões líquidas zero de carbono "mal pensada" e disse que os políticos tinham ficado "viciados na ideia de o Estado resolver a maioria dos problemas".
De acordo com o The Sunday Times, Badenoch entrou na corrida como "uma ministro relativamente desconhecida para o governo local", mas "numa semana emergiu como a candidata insurgente para se tornar o próximo primeiro-ministro da Grã-Bretanha". Badenoch foi eliminada na quarta rodada de votação e não apoiou outro candidato.

### Governo de Truss
Em setembro de 2022, depois de Liz Truss se tornar primeira-ministra, Truss nomeou Badenoch para o seu gabinete como Secretária de Estado do Comércio Internacional . Após a renúncia de Truss no mês seguinte, Badenoch apoiou Rishi Sunak na eleição para a liderança, afirmando que ele era "o líder sério e honesto de que precisamos".

### Governo Sunak
Em 25 de outubro de 2022, Badenoch foi mantida como Secretária de Estado do Comércio Internacional por Rishi Sunak quando Sunak se tornou primeiro-ministro. Foi-lhe também atribuída a função adicional de Ministra para as Mulheres e Igualdade.

### Oposição inicial e candidatura à liderança em 2024

Logotipo da campanha de liderança de Badenoch em 2024

Falando na Conferência do Partido Conservador de 2024, Badenoch brincou que até 10% dos funcionários públicos são tão maus que deveriam estar na prisão, sugerindo que eles divulgam segredos oficiais e "agitam" contra os ministros. "Há cerca de 5 a 10% deles que são muito, muito mais. Vocês sabem, maus do tipo que deveriam estar na prisão", disse Badenoch.
O secretário-geral do sindicato dos funcionários públicos da FDA, Dave Penman, pediu que Badenoch retirasse os comentários. "Estas são acusações graves vindas de uma ex-secretária de Estado, que agora se candidata à liderança do seu partido. Se ela tiver provas que sustentem essas alegações, deve publicá-las; caso contrário, deve retirá-las."
Badenoch ficou em terceiro lugar na terceira votação dos parlamentares, com 30 votos, mas liderou a votação final dos parlamentares com 42, um à frente de Robert Jenrick e cinco à frente de James Cleverly, que foi eliminado. Na votação dos membros, Badenoch enfrentou Jenrick, que ela derrotou com 56,5% dos votos. Ela foi então declarada vencedora da corrida e, portanto, líder do Partido Conservador.

## Líder da Oposição (2024–presente)

### Pedido para inquérito público sobre abusos históricos de crianças por gangues de aliciamento
Em outubro de 2024, Jess Phillips, Subsecretária Parlamentar de Estado para a Proteção e Violência contra Mulheres e Meninas, rejeitou o pedido do Conselho de Oldham para um inquérito público independente sobre o escândalo de exploração sexual infantil de Oldham, preferindo um inquérito conduzido localmente. Em 2 de janeiro de 2025, Badenoch apelou a um inquérito público nacional "há muito esperado" sobre os gangues de violadores do Reino Unido, criticando o governo por não apoiar um inquérito liderado pelo governo sobre o caso de Oldham .
Em resposta, Phillips disse que o governo conservador anterior, do qual Badenoch fazia parte, também apoiou um inquérito local em Oldham, enquanto Starmer acusou Badenoch de apenas "entrar na onda" após tweets recentes de Elon Musk (que chamou Phillips de "apologista do genocídio de violação" e sugeriu que ela estava a tentar proteger Starmer da culpa, já que ele liderava o Crown Prosecution Service quando o abuso ocorreu), destacando como ela nunca levantou a questão durante os seus sete anos anteriores no governo, que incluíram períodos em que atuou como Ministra para as Crianças e Ministra para as Mulheres e Igualdade . Farage respondeu acusando os dois principais partidos de terem falhado com as vítimas ao longo dos anos e, uma semana depois, anunciou que a Reform UK iria angariar fundos para nomear "árbitros independentes" para examinar violações em grupo em toda a Grã-Bretanha, se o governo se recusasse a fazê-lo ele próprio.
Starmer disse que políticos e ativistas estavam "a espalhar mentiras e desinformação" sobre gangues de aliciamento e estavam apelando para a extrema direita.   A Professora Alexis Jay, que presidiu ao Inquérito Independente sobre o Abuso Sexual de Crianças, disse: "Não precisa de mais consultas, não precisa de mais investigação ou discussão, apenas precisa de ser feito."

## Ideologia política
Badenoch é descrita como estando na ala direita do Partido Conservador. Badenoch também se descreveu pessoalmente como pertencente à "ala liberal" do Partido Conservador, embora "não seja realmente de esquerda em nada". Badenoch identificou o filósofo inglês Roger Scruton e o economista americano Thomas Sowell como as suas influências, citando Basic Economics de Sowell como uma influência.
Durante o seu primeiro discurso parlamentar em 2017, Badenoch nomeou Winston Churchill, Airey Neave e Margaret Thatcher como heróis políticos. Badenoch também foi caracterizada como uma política social conservadora e "anti-woke". Badenoch descreveu-se como uma "cética das emissões líquidas zero " e votou geralmente contra as medidas de redução das emissões de gases com efeito de estufa no Parlamento.

### Aborto
Badenoch descreve-se como "pró-escolha, mas não pró-aborto até ao termo da gravidez". Afirmou que o Reino Unido "encontrou o equilíbrio certo" na lei do aborto e alertou contra processos excessivamente severos contra mulheres que realizam abortos por conta própria. A sua referência ao aborto "a termo" foi interpretada como uma crítica política às propostas para remover completamente os prazos legais, em vez de uma referência à prática estabelecida no Reino Unido, que restringe abortos após 24 semanas a circunstâncias excepcionais.
Badenoch votou consistentemente contra os esforços para expandir o acesso ao aborto além dos limites legais atuais. Em 18 de julho de 2019, Badenoch esteve ausente de uma votação importante sobre as alterações à Lei da Irlanda do Norte (Formação Executiva, etc.) de 2019, que estendeu o acesso ao aborto e os direitos ao casamento entre pessoas do mesmo sexo à Irlanda do Norte na ausência de um governo descentralizado funcional. Em 15 de julho de 2022, absteve-se nas propostas relativas à descriminalização e à telemedicina para serviços de aborto. Em 22 de outubro de 2024, votou contra um projeto de lei do governo trabalhista para introduzir zonas-tampão em torno das clínicas de aborto, argumentando que isso poderia infringir os direitos de liberdade de expressão. Em 17 de junho de 2025, votou contra um projeto de lei que descriminalizaria o aborto autogerido na Inglaterra e no País de Gales.
A sua postura geral foi caracterizada como moderadamente conservadora. Badenoch apoia os direitos ao aborto ao abrigo da legislação britânica em vigor (geralmente até 24 semanas), mas opõe-se à eliminação total dos prazos ou das sanções penais.

### Relações raciais

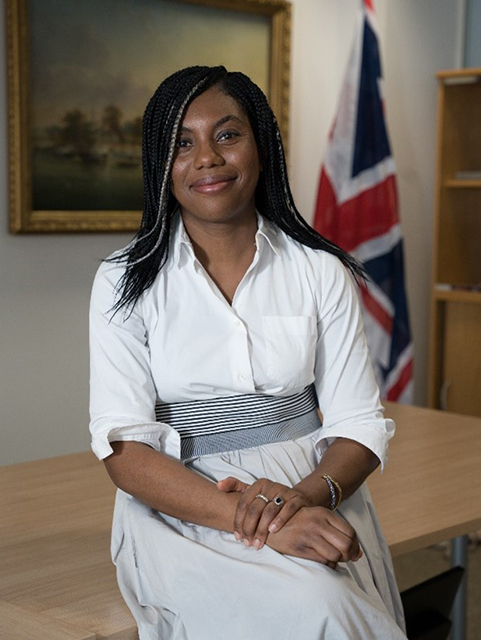
Badenoch como Ministra da Igualdade e Nivelamento para Cima das Comunidades

Durante um debate na Câmara dos Comuns em abril de 2021, Badenoch criticou a resposta do Partido Trabalhista a um relatório compilado pela Comissão sobre Raça e Disparidades Étnicas que havia declarado que a Grã-Bretanha não era institucionalmente racista. O Partido Trabalhista descreveu o relatório como uma "seleção de dados", enquanto a antiga deputada do partido, Dawn Butler, afirmou que o relatório era "gaslighting à escala nacional", descrevendo aqueles que o elaboraram como "guardiões raciais". Badenoch acusou o Partido Trabalhista de "deturpações deliberadas" sobre o relatório e respondeu aos comentários de Butler afirmando: "É errado acusar aqueles que defendem uma abordagem diferente de serem negadores do racismo ou traidores de raça. É ainda mais irresponsável, perigosamente, chamar pessoas de minorias étnicas de insultos raciais como Pai Tomás, cocos, escravos domésticos ou negros domésticos por ousarem pensar de forma diferente."
Num debate do Mês da História Negra na Câmara dos Comuns, em Outubro de 2020, Badenoch reiterou a oposição do governo ao ensino do privilégio branco e de "elementos da teoria crítica da raça" nas escolas primárias e secundárias, como factos incontestáveis. Os leitores do ConservativeHome votaram no discurso de Badenoch sobre a teoria crítica da raça de 2020 como o "discurso do ano", no qual Badenoch  disse que qualquer escola que ensine "elementos da teoria política da raça como factos, ou que promova visões políticas partidárias, como o desfinanciamento da polícia, sem oferecer um tratamento equilibrado das visões opostas, está a infringir a lei".
Durante o lançamento da sua campanha de liderança, Badenoch expressou críticas à política identitária num artigo de 2022 para o The Times, argumentando que, "Exemplificado pelo controlo coercivo, a imposição de pontos de vista, o encerramento do debate, o fim do devido processo, a política de identidade não é sobre tolerância ou direitos individuais, mas o oposto dos nossos valores britânicos cruciais e duradouros."

### Colonialismo
Em relação à história colonial do Reino Unido, Badenoch argumentou que "houve coisas terríveis que aconteceram durante o Império Britânico, houve outras coisas boas que aconteceram e precisamos de contar os dois lados da história".
Em mensagens vazadas do WhatsApp, Badenoch disse: "Não me importo com o colonialismo porque sei o que estávamos a fazer antes do colonialismo chegar" e argumentou que os europeus "chegaram e criaram um grupo diferente de vencedores e perdedores" no continente africano. Badenoch também afirmou que antes da colonização, "nunca houve qualquer conceito de 'direitos', então [as] pessoas que perderam foram as velhas elites; não as pessoas comuns".
Num discurso de 2024, Badenoch disse: "Preocupa-me quando ouço as pessoas falarem sobre a riqueza e o sucesso no Reino Unido como sendo devidos ao colonialismo ou ao imperialismo ou ao privilégio branco ou seja lá o que for." Em vez disso, Badenoch disse que "a Revolução Gloriosa de 1688 – que levou ao desenvolvimento da constituição do Reino Unido e solidificou o papel do parlamento – deveria ser creditada por fornecer o tipo de certeza económica que abriu caminho para a Revolução Industrial ."
Em junho de 2025, após o acordo para devolver o arquipélago de Chagos, localizado no Território Britânico do Oceano Índico, às Maurícias, Kemi Badenoch chamou o acordo de "terrível" e "por que razão" os contribuintes britânicos deveriam pagar pelos cortes de impostos nas Maurícias.

### Economia e classe
Num panfleto de 2024 distribuído como parte da sua campanha pela liderança do Partido Conservador, Badenoch disse que a política afastou-se da classe "no antigo sentido - cada vez mais, se você tem um rendimento alto não determina os seus padrões de votação. Os eleitores instruídos estão a mover-se para a esquerda, e muitos eleitores do setor privado com rendimento estão a mover-se para a direita." Badenoch também disse que uma nova "ideologia progressista" estava em ascensão, construída sobre "os dois pilares da intervenção constante em nome da proteção de grupos marginalizados e vulneráveis, incluindo a proteção de nós mesmos - e a ideia de que os burocratas tomam decisões melhores do que os indivíduos, ou mesmo os estados-nação democráticos".
Badenoch disse que o consequente crescimento das regulamentações governamentais e das despesas públicas prejudica o crescimento económico, polariza as sociedades e conduz a uma "nova e crescente classe burocrática ", onde "cada vez mais empregos estão relacionados não com o fornecimento de bens e serviços no mercado, mas sim com a administração das regras governamentais".

## Prémios
Em dezembro de 2024, Kemi Badenoch foi incluída na lista BBC 100 Mulheres de 2024.

## Vida pessoal
Badenoch é casada com Hamish Badenoch; eles têm duas filhas e um filho.
Hamish trabalha para o Deutsche Bank e foi vereadora conservadora de 2014 a 2018 no Conselho Municipal de Merton . Também disputou Foyle pelos Conservadores da Irlanda do Norte nas eleições gerais de 2015.
Badenoch atribui ao NHS a responsabilidade de evitar o aborto espontâneo da sua primeira filha, tendo sido submetida a uma cirurgia de emergência quando entrou em trabalho de parto com vinte semanas.
Kemi Badenoch foi membro do conselho da associação habitacional Charlton Triangle Homes até 2016 e também foi governadora escolar no St Thomas the Apostle College em Southwark e na Jubilee Primary School.
Badenoch descreve-se como uma agnóstica com valores culturais cristãos e disse que seu avô materno era um ministro metodista na Nigéria.

Badenoch identifica-se como iorubá, não nigeriana, afirmando: "Não tenho nada em comum com o povo do norte do país, o Boko Haram, onde está o islamismo, esses eram os nossos inimigos étnicos".